# 鍾愛理遜
鍾愛理遜（英語：Alison Mary Spencer Bell Fok，1925年1月28日—2021年4月8日），來自英國蘇格蘭的香港醫生和政治人物，1956年至1963年和1965年至1969年代表香港革新會擔任市政局民選議員，是香港各級議會歷來首位女性議員。
鍾愛理遜1948年從愛丁堡大學取得內外全科醫學士學位畢業，1949年嫁給霍顯德醫生後跟隨丈夫定居香港，並於1951年開設診所私人執業。操流利廣東話的鍾愛理遜跟丈夫都活躍於革新會的事務，對香港的社會民生議題顯得十分關注，這促使她在1956年代表革新會當選市政局議員，並於1959年順利連任。在任市政局議員期間，她積極參與局內事務，經常就市政衛生、社會福利、貧窮和房屋等不同議題發聲，並致力於爭取男女同工同酬和打擊香港的貪污問題等。1959年至1970年間，她還身兼革新會三名副主席之一。
由於照顧家庭和工作關係，鍾愛理遜在1963年離開市政局，但兩年後再度當選。然而，她後來認為市政局權力有限，聲音沒有得到當局認真聆聽而感到意興闌珊。1969年，她卸任市政局議員後沒有再尋求連任，選擇淡出政壇，1971年隨丈夫移居加拿大艾伯塔省。1981年，她返港重新開設診所，而她的名字直到2010年仍然載於香港普通科醫生名冊。晚年的鍾愛理遜獲家人安排入住九龍塘的中華海岸老人院，並於2015年在院舍內慶祝90大壽。
鍾愛理遜與丈夫育有四名兒子，其中幼子霍兆剛是執業大律師出身，2010年加入香港司法機構擔任高等法院法官，2013年起出任香港終審法院常任法官。

## 生平

### 早年生涯
鍾愛理遜1925年1月28日生於英國蘇格蘭格拉斯哥，父親鍾約翰（John Bell）在當地從事船運，是詹姆士·史賓莎公司（James Spencer & Co.）高級合夥人。鍾愛理遜早年受教於愛丁堡的羅撒西府女校（Rothesay House School for Girls），曾任女學生長代表和體育隊長。她於1942年升讀愛丁堡大學，主修醫學，1948年獲內外全科醫學士學位（M.B., Ch.B.）畢業，同年註冊成為英國執業醫生。
畢業後，鍾愛理遜在1948年受聘於英格蘭白金漢郡的加拿大紅十字會紀念醫院任職外科醫生。1949年，她與來自香港的霍顯德醫生結婚，並毅然跟隨丈夫定居香港，兩人同年成為香港註冊醫生。抵港之初，她於1949年至1951年受僱於香港政府，在九龍醫院擔任麻醉師，其後她開展私人執業，與丈夫設診所於九龍太子道157號（即彌敦道與太子道交界的九龍警察總部對面）。由於應診的病人大多是普通街坊，加上丈夫是香港人的關係，她很快練得一口流利的廣東話，而且也漸為普通市民所熟悉。

### 香港政治
鍾愛理遜與丈夫霍顯德雖然都是醫生，但兩人十分關注香港的社會民生議題，並加入由貝納祺領導的政治組織香港革新會。早在正式涉足政壇以前，鍾愛理遜已經身兼九龍幼兒園名譽醫務顧問等社會公職，而且尤其關注香港戰後居住環境惡劣的問題。1956年，港府改組市政局的議席分佈，其中該局當然官守議席由原來五席增至六席、委任議席由六席增至八至、而民選議席更由原來四席增加一倍至八席，使委任議員和民選議員的數目首次處於相等的局面。市政局同年3月就八席民選議席的其中六席舉行選舉，革新會遂派出鍾愛理遜和陳樹桓首次出選，連同尋求連任的李有璇醫生和區達年兩人，合共競逐其中四個議席。在該次選舉當中，四人均告順利當選，其中鍾愛理遜獲得4,122票，不單止是得票第二多的候選人，更是香港開埠以來各級議會產生的首位女議員。同年12月，她在革新會周年大會中晉身成為該會執行委員會委員，後來於1959年12月的周年大會獲進一步推選成為該會三名副主席之一。
鍾愛理遜加入市政局後積極參與局內事務，並經常就市政衛生、社會福利、貧窮和房屋等不同議題發聲，例如她在當選後不久即成功爭取市政局通過她提出的一項動議，規定所有餐廳、茶座和飯堂僱員都要定期接受健康檢查，確保食肆員工沒有感染肺癆。不過，她在市政局工作三年後，就因為任期屆滿，連同李有璇、區達年和陳樹桓的議席都需要在1959年3月改選。這次鍾愛理遜、李有璇和陳樹桓均告尋求連任，但區達年一席則改由G·A·巴士度代表革新會出選；結果鍾愛理遜、李有璇和陳樹桓均成功保住議席，而鍾愛理遜的得票數目以3,624票排名第二，惟巴士度卻敗於代表香港公民協會的王澤流，未能保住議席。
鍾愛理遜在1959年成功連任後，任期由原來三年增至四年。這段期間，她活躍於市政局轄下的香港屋宇建設委員會，並兼任香港戒毒會委員、香港家庭計劃指導會醫務委員、九龍塘基督堂理事、以及革新會公共運輸及交通小組委員會主席等公職。1962年9月，她為丈夫誕下第四名兒子霍兆剛，翌年為照顧家庭和考慮到醫務工作繁重，決定在1963年3月任期屆滿後，放棄在市政局尋求連任。為了照顧家人，鍾愛理遜退出市政局後曾一度返回英國，但她仍然留任革新會副主席一職，並繼續關注香港事務。1964年11月，她更獲港府奉委非官守太平紳士，以肯定她在公共事務上的參與。
1965年，港府再度改革市政局的議席分佈，其中原本各佔八席的委任議席和民選議席分別增加兩席，使該局議員人數進一步擴充。在同年3月的市政局選舉當中，鍾愛理遜再度復出，聯同貝納祺、胡鴻烈、沈澄、黃博度和楊少初，代表革新會競逐四個需要改選的議席和兩個新增的議席。鍾愛理遜最終奪得3,913票，再一次以第二高票當選，而革新會其他當選的候選人就只有尋求連任的貝納祺和首次參選的胡鴻烈兩人。1966年4月，鍾愛理遜又與同屬革新會的另一市政局民選議員葉錫恩分別獲委任為市政局徙置政策專責委員會和圖書館專責委員會主席，是歷來首度有女性獲委任為專責委員會主席一職。
鍾愛理遜任職市政局後期繼續敢於批評時政，例如提出立法加強空氣污染管制，並為婦女界爭取男女同工同酬的待遇。1968年，她炮轟港府未能向市民提供充足且低廉的牙科服務，造成學童普遍的牙齒健康欠佳。她還指出當局提供的學童保健計劃並不包括牙科保健，導致參與計劃的學童不足7%，形容數字是一個「悲劇」。儘管如此，港府要到1980年才正式引入學童牙科保健計劃。
在政制方面，鍾愛理遜一直支持革新會提出的憲制改革，1966年9月時任英國殖民地大臣李輝德（Frederick Lee）訪港會見香港政界期間，她還負責率領革新會代表與對方會面，當面提出要求為立法局引入民選議席。鍾愛理遜也曾多番批評港府打擊貪污不力，六七暴動以後，她於1968年建議設立一個皇家委員會調查港府的內部貪污。她當時形容香港的貪污問題猶如「社會的毒瘤」，且聲稱港府的內部貪污涉及數以百萬計港元，要求隸屬於香港警務處的反貪部由英國政府直接支薪，以及直接向英政府負責，以確保其獨立性。然而，鍾愛理遜的建議未有獲得當局認真看待，而香港的貪污問題要到1974年總督特派廉政專員公署成立後，才得以逐步肅清。

### 淡出政壇
鍾愛理遜在市政局擔任議員多年，有感於該局權力有限，聲音沒有得到當局認真聆聽，而感到意興闌珊。此外，港府在六七暴動後於1968年為市區引入民政主任計劃，她起初認為計劃是港府為改善官民關係邁出的一步，但她後來卻批評計劃實際上是進一步削奪市政局的權力。在1969年1月舉行的革新會周年大會上，她表態在同年3月卸任市政局議員後將不再尋求連任，結束合共11年的議員生涯。她在發言中批評「我們是擁有400萬人口的城市，但局內只有10名民選議員。每當我們嘗試就迫切的議題發聲，卻總被局方否決」；她直指市政局沒有能力為香港的真正問題作任何事，反而在局外也可提出建設性的批評和建議，因此放棄尋求連任，甚至是在局內提出集體離場抗議，也不為過。
退出市政局後，鍾愛理遜留任革新會副主席至1970年為止。此後她淡出政壇，恢復全職的醫務工作。1972年，她決定與丈夫移民加拿大艾伯塔省，但1981年又返回香港，在舊診所原址附近的九龍水渠道3號長寧大廈開設新診所。鍾愛理遜晚年先後報住太子道西皇子大廈和窩打老道恒懋樓，後來因年事已高，獲家人安排入住九龍塘中華海岸老人院，但她的名字直到2010年仍然載於香港普通科醫生名冊。2015年1月，她在家人陪伴下在院舍內慶祝90歲大壽。

## 個人生活
鍾愛理遜在1949年嫁給霍顯德醫生。霍顯德1922年生於香港，拔萃男書院畢業後在香港大學修讀醫科，其後赴笈英國蘇格蘭深造，1947年分別考獲愛丁堡皇家內科醫學院執照（L.R.C.P. Edin.）、愛丁堡皇家外科醫學院執照（L.R.C.S. Edin.）和格拉斯哥皇家內外科醫學院執照（L.R.F.P.S. Glasg.）。霍顯德返港初年曾任職於廣華醫院，後來與妻子一起私人執業。1959年，他參與在紅磡馬頭圍道開辦聖安產科外科療養院（St. Andrews Maternity Home），並自任聖安有限公司董事長一職。
另一方面，霍顯德與妻子同為香港革新會會員，他於1959年當選該會執委，後來曾任該會九龍區分會主席。1972年，霍顯德與妻子一同移居加拿大艾伯塔省，並曾任職於卡加利的聖十架醫院（Holy Cross Hospital）、羅克維爾普通科醫院（Rockyview General Hospital）和格雷絲醫院（Grace Hospital）。霍顯德晚年報住加拿大安大略省列治文山，1999年逝世，終年77歲。
鍾愛理遜與丈夫育有四名兒子，其中一名兒子霍兆全是執業事務律師和共濟會成員，2004年至2014年擔任雍仁會館總會長（District Grand Master）。鍾愛理遜的第四子霍兆剛是執業大律師出身，2010年加入香港司法機構擔任高等法院法官，2013年起出任香港終審法院常任法官。
鍾愛理遜原本是九龍木球會會員，但已於2016年退會。

## 榮譽
- 以下列出榮譽全稱及縮寫：
  - 非官守太平紳士（J.P.）　（1964年11月20日奉委；[21]1972年註銷）

## 注腳
1. 1 2 3 4 5 6 7 8 9 10 11 12 13  "Woman Candidate: Dr Alison Bell to Contest Urban Council Elections - Reform Club Candidates" (8 February 1956)
2. 1 2 3  China Coast Community Annual Report 2014/2015 (2015), p.13.
3. 1 2  The Medical Directory (1963), p.146.
4. ↑  "Medical Register" (24 July 1949)
5. ↑  "Medical Register" (24 September 1949)
6. ↑  "Sleepy Nathan Rd back in mid-fifties" (18 January 1981)
7. ↑  Official Report of Proceedings (11 January 1956), p.31.
8. 1 2  Ma (2007), p.99.
9. ↑  〈六位市政局議員當選後發表談話〉（1956年3月8日）
10. 1 2 3  "Reform of Urban Council Urged by Candidates" (25 February 1965)
11. ↑  〈政府民眾連繫：香港革新會昨日年會強調其重要性〉（1956年12月13日）
12. 1 2  〈香港革新會大會續努力打倒貪污〉（1959年12月19日）
13. 1 2  "Oral Histry Interview Summary: Fok, Alison" (February 2010)
14. ↑  "Around Hongkong" (11 November 1956)
15. 1 2 3  "Election Candidates: Reform Club Putting Four Up for Urban Council - Mr Basto Replaces Mr Au" (14 July 1958)
16. ↑  〈市政局議員競選今晨揭曉〉（1959年3月4日）
17. ↑  "HK Housing Authority's Annual Meeting" (17 December 1960)
18. ↑  "Announcements" (25 September 1962)
19. 1 2  〈革新會九龍聯歡宴會，六人競選下屆市議員〉（1965年1月28日）
20. ↑  〈李有璇抨擊商樓瘋狂加租的不當〉（1964年6月19日）
21. 1 2  〈港督委任太平紳士五十三人，無官守者華人佔二十名〉（1964年12月5日）
22. ↑  〈兩會競選六席市局議員勢均力敵〉（1965年3月4日）
23. ↑  "Women Take the Chair" (6 April 1966)
24. ↑  "Call for Stronger Smoke-Control Law" (2 February 1966)
25. ↑  Bell (5 December 1968)
26. 1 2  "Colony dental care is called a tragedy" (21 April 1968)
27. ↑  Grant and Yuen (1998), p.200.
28. ↑  "Mr Lee Discusses Problems: Crowded Day of Meeting with Civic Leaders" (1 September 1966)
29. ↑  "On This Day" (23 January 1994)
30. 1 2  "On This Day" (28 November 1993)
31. ↑  Quah (2011), pp. 237-239.
32. 1 2 3 4 5  "'Council has no power'" (30 January 1969)
33. ↑  "Approval Mixed with Criticism: Urban administration scheme" (25 January 1968)
34. ↑  〈革新會週年大會，貝納祺向當局呼籲應即設立安庇專員〉（1969年12月11日）
35. ↑  〈革新會定期週年大會〉（1970年12月14日）
36. 1 2  "Out and About with Jill Doggett" (18 October 1972)
37. ↑  "Notice of Recommencement of Practice" (6 July 1981)
38. ↑  The Medical Register (2001), p.433.
39. 1 2  "G.N. (S.) 63 of 2010: Medical Registration Ordinance (Chapter 161)" (29 October 2010), p.D4895.
40. ↑  "Examinations Conclude: Students Matriculate at University - Results Announced" (21 July 1938)
41. ↑  "University Results: Candidates Who Succeeded in Recent Examinations - Many Qualify for Degrees" (26 May 1941)
42. 1 2 3 4  "Deaths" (27 July 1999)
43. ↑  The Medical Register (Part 2) (1998), p.1611.
44. ↑  〈麥敬時醫務處長主禮，聖安療養院開幕〉（1959年6月9日）
45. ↑  〈革新會民眾大會發表建設性批評〉（1962年8月15日）
46. ↑  "Pro Grand Master's address - June 2004" (9 June 2004)
47. ↑  Coastal Chronicle Vol 1 Issue 3 (September/October 2014), p.1.
48. ↑  〈資深司法人員任命—終審法院常任法官〉（2013年4月8日）
49. ↑  Kowloon Cricket Club Magazine (January 2016), p.52.

### 英文資料
- "Examinations Conclude: Students Matriculate at University - Results Announced", The South China Morning Post, 21 July 1938, p.8.
- "University Results: Candidates Who Succeeded in Recent Examinations - Many Qualify for Degrees", The South China Morning Post, 26 May 1941, p.8.
- "Medical Register", The South China Morning Post, 24 July 1949, p.3.
- "Medical Register", The South China Morning Post, 24 September 1949, p.4.
- Official Report of Proceedings （页面存档备份，存于）. Hong Kong: Legislative Council, 11 January 1956.
- "Woman Candidate: Dr Alison Bell to Contest Urban Council Elections - Reform Club Candidates", The South China Morning Post, 8 February 1956, p.4.
- "Around Hongkong", The South China Morning Post, 11 November 1956, p.10.
- "Election Candidates: Reform Club Putting Four Up for Urban Council - Mr Basto Replaces Mr Au", The South China Morning Post, 14 July 1958, p.5.
- "HK Housing Authority's Annual Meeting", The South China Morning Post, 17 December 1960, p.6.
- "Announcements", The South China Morning Post, 25 September 1962, p.12.
- The Medical Directory. J. & A. Churchill, Limited, 1963.
- "Reform of Urban Council Urged by Candidates", The South China Morning Post, 25 February 1965, p.8.
- "Call for Stronger Smoke-Control Law", The South China Morning Post, 2 February 1966, p.8.
- "Women Take the Chair", The South China Morning Post, 6 April 1966, p.8.
- "Mr Lee Discusses Problems: Crowded Day of Meeting with Civic Leaders", The South China Morning Post, 1 September 1966, p.6.
- "Approval Mixed with Criticism: Urban administration scheme", The South China Morning Post, 25 January 1968, p.1.
- "Colony dental care is called a tragedy", The South China Morning Post, 21 April 1968, p.3.
- Bell, Alison M. S., "Equal Pay", The South China Morning Post, 5 December 1968, p.10.
- "'Council has no power'", The South China Morning Post, 30 January 1969, p.1.
- "Out and About with Jill Doggett", The South China Morning Post, 18 October, 1971, p.12.
- "Sleepy Nathan Rd back in mid-fifties", The South China Morning Post, 18 January 1981, p.18.
- "Notice of Recommencement of Practice", The South China Morning Post, 6 July 1981, p.57.
- "On This Day", The South China Morning Post, 28 November 1993, p.14.
- "On This Day", The South China Morning Post, 23 January 1994, p.14.
- Grant, Colin, and, Yuen, Peter P., The Hong Kong Health Care System. Australia: School of Health Services Management, University of New South Wales, 1998. ISBN 978-0-85832-089-5
- The Medical Register (Part 2). Great Britain: General Medical Council, 1998.
- "Deaths （页面存档备份，存于）", CMAJ Volume 161(2). Canada: Canadian Medical Association, 27 July 1999, p.223.
- The Medical Register. Great Britain: General Medical Council, 2001.
- "Pro Grand Master's address - June 2004 （页面存档备份，存于）", Freemasonry Today, 9 June 2004.
- Ma, Ngok, Political Development in Hong Kong （页面存档备份，存于）. Hong Kong: Hong Kong University Press, 2007. ISBN 978-9-62209-810-7
- "Oral History Interview Summary: Fok, Alison （页面存档备份，存于）", Hong Kong Heritage Project, February 2010.
- "G.N. (S.) 63 of 2010: Medical Registration Ordinance (Chapter 161) （页面存档备份，存于）", Special Supplement No. 4 to Gazette No. 43/2010, 29 October 2010.
- Quah, Jon S. T., Curbing Corruption in Asian Countries （页面存档备份，存于）. Emerald Group Publishing, 2011. ISBN 978-0-85724-819-0
- Coastal Chronicle Vol 1 Issue 3. Hong Kong: The China Coast Community, September/October 2014.
- China Coast Community Annual Report 2014/2015. Hong Kong: The China Coast Community, 2015.
- Kowloon Cricket Club Magazine （页面存档备份，存于）. Hong Kong: Kowloon Cricket Club, January 2016.

### 中文資料
- 〈六位市政局議員當選後發表談話〉，《香港工商日報》第四頁，1956年3月8日。
- 〈政府民眾連繫：香港革新會昨日年會強調其重要性〉，《華僑日報》第二張第一頁，1956年12月13日。
- 〈市政局議員競選今晨揭曉〉，《香港工商日報》第五頁，1959年3月4日。
- 〈麥敬時醫務處長主禮，聖安療養院開幕〉，《華僑日報》第三張第一頁，1959年6月9日。
- 〈香港革新會大會續努力打倒貪污〉，《華僑日報》第一張第四頁，1959年12月19日。
- 〈革新會民眾大會發表建設性批評〉，《華僑日報》第四張第三頁，1962年8月15日。
- 〈李有璇抨擊商樓瘋狂加租的不當〉，《華僑日報》第三張第三頁，1964年6月19日。
- 〈港督委任太平紳士五十三人，無官守者華人佔二十名〉，《華僑日報》第二張第三頁，1964年12月5日。
- 〈革新會九龍聯歡宴會，六人競選下屆市議員〉，《華僑日報》第三張第二頁，1965年1月28日。
- 〈兩會競選六席市局議員勢均力敵〉，《華僑日報》第二張第一頁，1965年3月4日。
- 〈革新會週年大會，貝納祺向當局呼籲應即設立安庇專員〉，《香港工商日報》第四頁，1969年12月11日。
- 〈革新會定期週年大會〉，《香港工商日報》第四頁，1970年12月14日。
- 〈資深司法人員任命—終審法院常任法官 （页面存档备份，存于）〉，《香港政府新聞公報》。香港：政府新聞處，2013年4月8日。

## 外部鏈結
- Oral History Interview Summary: Fok, Alison （页面存档备份，存于）（Hong Kong Heritage Project, February 2010）
- Obituaries：Dr Man Kim Li （页面存档备份，存于）（BC Medical Journal Vol. 53 No. 10, December 2011）

| 官衔   | 官衔                              | 官衔                |
| ------ | --------------------------------- | ------------------- |
| 新議席 | 香港市政局民選議員 1956年－1963年 | 繼任者： 葉錫恩議員 |
| 新議席 | 香港市政局民選議員 1965年－1969年 | 繼任者： 簡日淦議員 |